# المسرب (الرياشية)

تعديل مصدري - تعديل

المسرب هي إحدى قرى عزلة ثمن الرياشية بمديرية الرياشية التابعة لمحافظة البيضاء، بلغ تعداد سكانها 438 نسمة حسب تعداد اليمن لعام 2004.